# アフリカの中央銀行と通貨

使用:
西アフリカCFAフラン
中央アフリカCFAフラン

アフリカの中央銀行と通貨（アフリカのちゅうおうぎんこうとつうか）のリストを以下に示す。
| 国名                                                                                | 通貨                         | 中央銀行                     |
| ----------------------------------------------------------------------------------- | ---------------------------- | ---------------------------- |
| ベナン ブルキナファソ コートジボワール ギニアビサウ マリ ニジェール セネガル トーゴ | 西アフリカCFAフラン          | 西アフリカ諸国中央銀行       |
| カメルーン 中央アフリカ チャド コンゴ共和国 赤道ギニア ガボン                       | 中央アフリカCFAフラン        | 中部アフリカ諸国銀行         |
| アルジェリア                                                                        | アルジェリア・ディナール     | アルジェリア中央銀行         |
| アンゴラ                                                                            | クワンザ                     | アンゴラ国立銀行             |
| ボツワナ                                                                            | ボツワナ・プラ               | ボツワナ銀行                 |
| ブルンジ                                                                            | ブルンジ・フラン             | ブルンジ銀行                 |
| カーボベルデ                                                                        | カーボベルデ・エスクード     | カーボベルデ銀行             |
| コモロ                                                                              | コモロ・フラン               | コモロ中央銀行               |
| コンゴ民主共和国                                                                    | コンゴ・フラン               | コンゴ中央銀行               |
| ジブチ                                                                              | ジブチ・フラン               | ジブチ中央銀行               |
| エジプト                                                                            | エジプト・ポンド             | エジプト中央銀行             |
| エリトリア                                                                          | エリトリア・ナクファ         | エリトリア銀行               |
| エチオピア                                                                          | エチオピア・ブル             | エチオピア国立銀行           |
| ガンビア                                                                            | ガンビア・ダラシ             | ガンビア中央銀行             |
| ガーナ                                                                              | ガーナ・セディ               | ガーナ銀行                   |
| ギニア                                                                              | ギニア・フラン               | ギニア中央銀行               |
| ケニア                                                                              | ケニア・シリング             | ケニア中央銀行               |
| レソト                                                                              | レソト・ロチ                 | レソト中央銀行               |
| リベリア                                                                            | リベリア・ドル               | リベリア中央銀行             |
| リビア                                                                              | リビア・ディナール           | リビア中央銀行               |
| マダガスカル                                                                        | マダガスカル・アリアリ       | マダガスカル中央銀行         |
| マラウイ                                                                            | マラウイ・クワチャ           | マラウイ準備銀行             |
| モーリタニア                                                                        | モーリタニア・ウギア         | モーリタニア中央銀行         |
| モーリシャス                                                                        | モーリシャス・ルピー         | モーリシャス銀行             |
| モロッコ 西サハラ                                                                   | モロッコ・ディルハム         | アル=マグリブ銀行            |
| モザンビーク                                                                        | モザンビーク・メティカル     | モザンビーク銀行             |
| ナミビア                                                                            | ナミビア・ドル               | ナミビア銀行                 |
| ナイジェリア                                                                        | ナイジェリア・ナイラ         | ナイジェリア中央銀行         |
| ルワンダ                                                                            | ルワンダ・フラン             | ルワンダ国立銀行             |
| サントメ・プリンシペ                                                                | サントメ・プリンシペ・ドブラ | サントメ・プリンシペ国立銀行 |
| セーシェル                                                                          | セーシェル・ルピー           | セーシェル中央銀行           |
| シエラレオネ                                                                        | シエラレオネ・レオン         | シエラレオネ銀行             |
| ソマリア                                                                            | ソマリア・シリング           | ソマリア中央銀行             |
| 南アフリカ共和国                                                                    | 南アフリカ・ランド           | 南アフリカ準備銀行           |
| 南スーダン                                                                          | 南スーダン・ポンド           | 南スーダン銀行               |
| スーダン                                                                            | スーダン・ポンド             | スーダン銀行                 |
| エスワティニ                                                                        | スワジ・リランジェニ         | スワジランド中央銀行         |
| タンザニア                                                                          | タンザニア・シリング         | タンザニア銀行               |
| チュニジア                                                                          | チュニジア・ディナール       | チュニジア中央銀行           |
| ウガンダ                                                                            | ウガンダシリング             | ウガンダ銀行                 |
| ザンビア                                                                            | ザンビア・クワチャ           | ザンビア銀行                 |
| ジンバブエ                                                                          | ジンバブエ・ドル             | ジンバブエ準備銀行           |